# 키리우에
키리우에(스페인어: Quirihue)는 칠레 비오비오주 뉴블레 현의 코무나이다.